# Picton (Nieuw-Zeeland)
Picton is een plaats op het Zuidereiland van Nieuw-Zeeland met circa 4000 inwoners. Het is de plaats waar veerboten aanleggen die de Straat Cook oversteken. De drukte van de haven en de treinen bepaalt de sfeer in dit tussen de zee en de bergen gelegen stadje. De brede straten en oude gebouwen langs de boulevard verraden de Europese oorsprong van Picton. De vroeger Waitohi geheten stad werd uitverkoren als haven voor het gebied Wairau en werd in 1859 hoofdstad van de nieuwe provincie Marlborough. In 1866 raakte de stad die status kwijt aan Blenheim. Een veerdienst tussen de eilanden kwam in 1899 van de grond, in 1962 gevolgd door trein- en autoveerdienst.